# الضلعة (القبيطة)

تعديل مصدري - تعديل

الضلعـة هي إحدى قرى عزلة كرش بمديرية القبيطة التابعة لمحافظة لحج، بلغ تعداد سكانها 69 نسمة حسب تعداد اليمن لعام 2004.